# Лепосавич (община)
Лепосавич (серб. Лепосавић) — община в автономном крае Косово, входит в Косовско-Митровицкий округ. Часть Северного Косова.
Занимаемая площадь — 539 км².
Административный центр общины — город Лепосавич. Община Лепосавич состоит из 71 населённого пункта, средняя площадь населённого пункта — 7,6 км².